# Mr Probz
Dennis Princewell Stehr, nascido em 15 de maio de 1984, mais conhecido por seu nome artístico Mr Probz, é um cantor, compositor, rapper, produtor e ator neerlandês. É conhecido por seus raps, canções e refrões em neerlandês e inglês. Em 2013, ele lançou a música "Waves" e, em 2014, a mesma foi remixada por Robin Schulz levando-o ao reconhecimento internacional.

## Carreira

### 2010-2012: Começo de carreira
Em 2011, Mr. Probz teve um single neerlandês, "Meisje luister", em colaboração com Kleine Viezerik, que chegou a posição #1 no FunX Hip Hop Chart. Ainda em 2010, foi nomeado para a BNN/State Award, na categoria "Melhor Artista".

### 2013-presente:The TreatmenteWaves
Em 16 de setembro de 2013, Mr. Probz lançou seu primeiro álbum, The Treatment, gratuitamente através do SoundCloud. O álbum não possui seu single "Waves". O som que sucederia "Waves", "Nothing Really Matters", foi lançado em setembro de 2014.